# Des Morgens
Des Morgens ist eine Ode in alkäischem Versmaß von Friedrich Hölderlin. Hölderlin dichtete sie 1799 in Homburg vor der Höhe gleichzeitig mit Abendphantasie und Der Main. Alle drei Gedichte wurden zuerst gedruckt in dem Brittischen Damenkalender und Taschenbuch für das Jahr Achtzehnhundert,  herausgegeben von Johann Wilhelm Ernst Hadermann (1774–1807).

Brittischer Damenkalender 1800
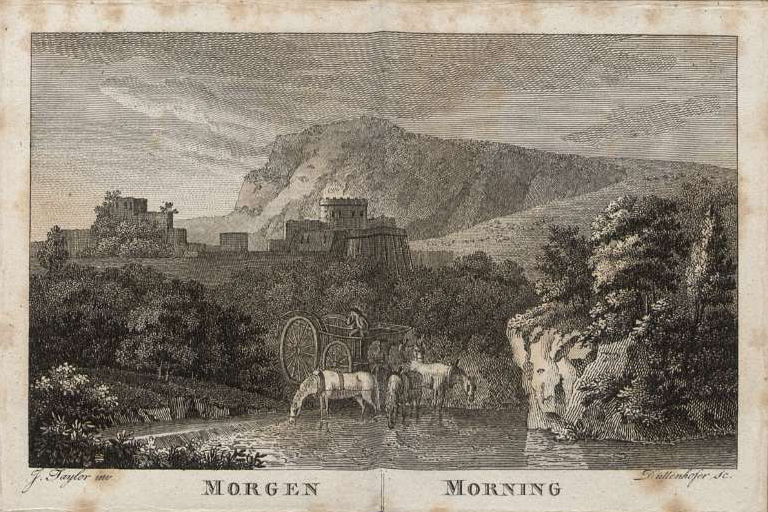
Seite 25: Kupferstich.
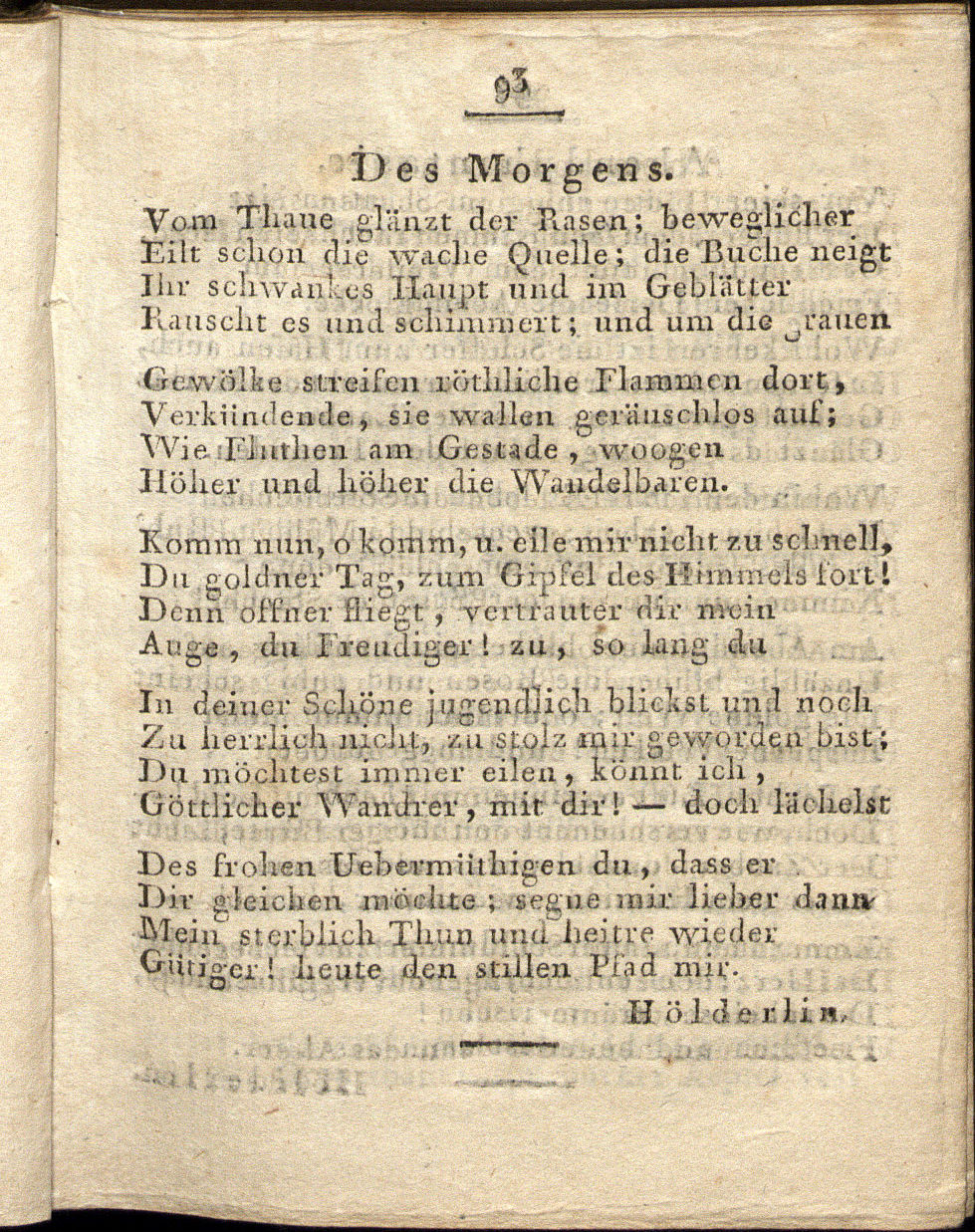
Seite 93: Hölderlins Gedicht.

## Entstehung und Überlieferung

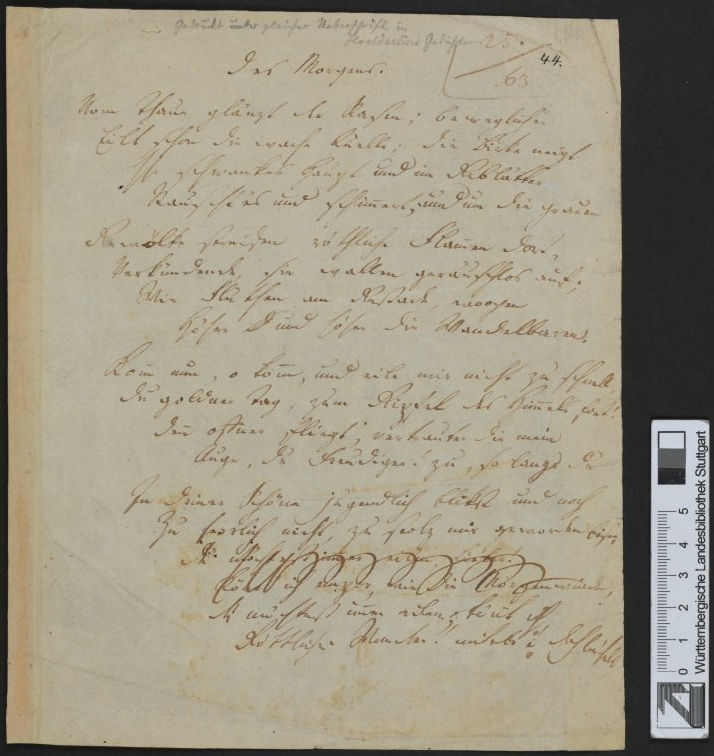
Stuttgarter Manuskript Seite 1. Vers 2 „die Birke neigt“.

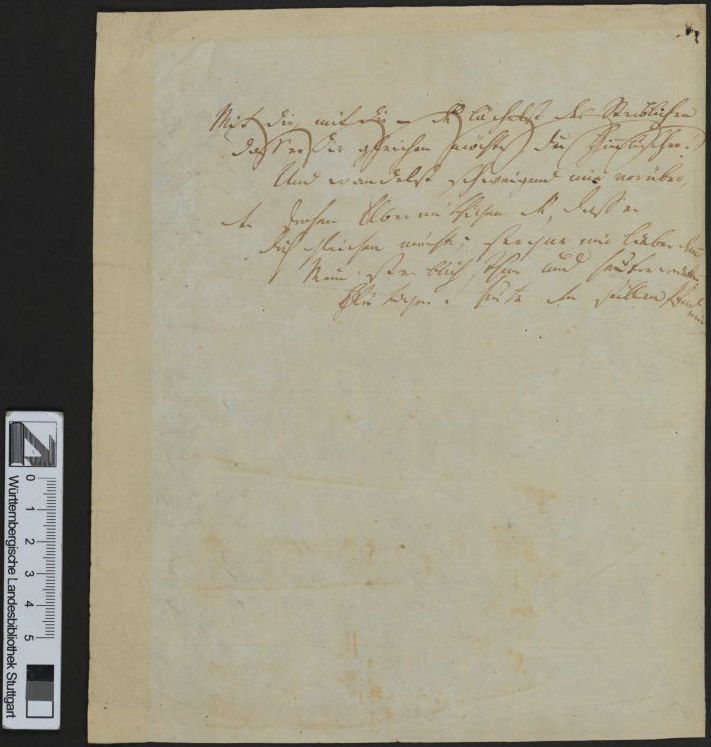
Stuttgarter Manuskript Seite 2.

Schon als Schüler in Maulbronn und Tübingen hatte Hölderlin Oden gedichtet, darunter elf in alkäischem und zwei in asklepiadeischem Silbenmaß. In seiner Zeit als Hauslehrer in der Familie Jakob Friedrich Gontard-Borkensteins (1764–1843) in Frankfurt am Main, 1796 bis 1798, eroberte er sich seine Meisterschaft als Odendichter. Es waren die Jahre seiner Nähe zu Susette Gontard, seiner Diotima. Die Frankfurter Oden waren meist kurz, zwei oder drei Strophen, zum Beispiel An die Parzen. Im September 1798 kam es zum Bruch mit Gontard-Borkenstein, und Hölderlin verließ Frankfurt. Er lebte danach auf den Rat seines Freundes Isaac von Sinclair in Homburg, blieb aber bis zu einem letzten Treffen am 8. Mai 1800 mit Susette Gontard in Kontakt. Mitte Juni 1800 übersiedelte er nach Stuttgart. In Homburg verfasste er oder vollendete nach früheren Entwürfen die vielstrophigen Oden Die Launischen, Der Tod fürs Vaterland, Der Zeitgeist, Mein Eigentum, An eine Fürstin von Dessau, Der Prinzessin Auguste von Homburg, Geh unter, schöne Sonne und eben Abendphantasie, Des Morgens und Der Main. Die drei letzteren entstanden vermutlich im Juli 1999; denn mit dem Druck des Brittischen Damenkalenders wurde Ende des Monats begonnen.
Drei Manuskriptblätter Hölderlins zur Ode Des Morgens sind erhalten. Auf dem frühesten, heute in der Universitätsbibliothek Tübingen, heißt sie noch Morgenphantasie, als Gegenstück zur Abendphantasie auf der Rückseite. Ein zweiter Entwurf, in Privatbesitz in Cologny, schon Des Morgens, wurde nach zwölf Zeilen abgebrochen, weil das Blatt zu klein war. Die „Buche“ der gedruckten Version ist hier eine „Pappel“. Der dritte Entwurf, ebenfalls Des Morgens, heute in der  Württembergischen Landesbibliothek Stuttgart, steht der gedruckten Version nah, hat aber zum Beispiel statt der „Buche“ eine „Birke“. Die Reinschrift, nach der gedruckt wurde, ist verloren. Der Initiator der historisch-kritischen Stuttgarter Ausgabe der Werke Hölderlins Friedrich Beissner hat die Entstehung des Gedichts rekonstruiert.
Der folgende Text ist der der Stuttgarter Ausgabe  von Beissner, Adolf Beck und Ute Oelmann (* 1949), der historisch-kritischen Frankfurter Ausgabe von Dietrich Sattler und der Ausgabe von Michael Knaupp.

## Text
Vom Thaue glänzt der Rasen; beweglicher

Eilt schon die wache Quelle; die Buche neigt

Ihr schwankes Haupt und im Geblätter

Rauscht es und schimmert; und um die grauen

Gewölke streifen röthliche Flammen dort,

Verkündende, sie wallen geräuschlos auf;

Wie Fluthen am Gestade woogen

Höher und höher die Wandelbaren.

Komm nun, o komm, und eile mir nicht zu schnell,

Du goldner Tag, zum Gipfel des Himmels fort!

Denn offener fliegt, vertrauter dir mein

Auge, du Freudiger! zu, solange du

In deiner Schöne jugendlich blikst und noch

Zu herrlich nicht, zu stolz mir geworden bist;

Du möchtest immer eilen, könnt ich,

Göttlicher Wanderer, mit dir! - doch lächelst

Des frohen Übermüthigen du, daß er

Dir gleichen möchte; seegne mir lieber dann

Mein sterblich Thun und heitre wieder,

Gütiger! heute den stillen Pfad mir! 

## Interpretation
Deutungen haben Friedrich Beissner, der französische Germanist Rémy Colombat (1947–2010) und Gerhard Buhr (* 1940) gegeben, Colombat im Vergleich mit Abendphantasie.
Das Gedicht gliedert sich in das Naturbild der ersten beiden Strophen und die Reaktion des „Ich“, die mit dem Ausruf „Komm nun, o komm“ einsetzt, in der dritten bis fünften Strophe. Die Spannung zwischen den beiden Teilen wird durch die strenge Odenform gebändigt.
Vom Thaue glänzt der | Rasen; beweglicher |

Eilt schon die wache | Quelle; die Buche neigt |

Ihr schwankes Haupt und im Geblätter |

Rauscht es und schimmert; und um die grauen |

Gewölke streifen | rötliche Flammen dort, … 
Die metrischen Zäsuren der beiden ersten Verse und die Versenden sind durch Striche gekennzeichnet. „Jeder Satzteil greift über den metrischen Einschnitt hinaus, so daß ein totales Enjambement entsteht. Das ruhigbewegte Auf und Ab der alkäischen Strophe wird ständig synkopisch überspielt.“ Wo der Rhythmus zum Verweilen einlädt, drängt der Satz weiter, so wie die Quelle beweglicher eilt. Hölderlin schildert den Morgen nicht nur, er verwirklicht ihn künstlerisch. Die zweite Strophe bleibt Naturbild, weist aber darüber hinaus. Nicht nur erhebt der Blick sich über die Horizontale, sondern die Flammen am Gewölk, die er sieht, sind „verkündende“. Insofern ist die zweite Strophe nicht ausschließlich „objektive Schilderung ohne die Farbe einer persönlichen Beziehung“. Vielmehr wird die sehnsüchtige Anrufung vorbereitet.
Bei der Analyse der Manuskripte hat Friedrich Beissner festgestellt, dass Hölderlin den Entwurf „mit dem eigentlich odischen Anruf“ „Komm nun, o komm …“ begonnen und dann zunächst die dritte bis fünfte Strophe geschrieben hat. „Die Handschrift zeigt, daß Hölderlin als Odendichter den bewegteren Gefühlston inniger Beteiligung sucht und die betrachtende Einstimmung <...> zunächst beiseite läßt“.
Der Anruf richtet sich an den „Tag“, „göttlicher Wanderer“. Dreimal spricht ihn das Ich des Gedichts als „du“ an. Es verherrlicht ihn als golden, freudig, jugendlich, herrlich, stolz, gütig. Er ist Metapher des Göttlichen. „Die Rede des Ich <...> ist erfüllt von dem Drang zum Göttlichen.“ Es ist das Göttliche im Sinne von Hölderlins seit den Frankfurter Jahren ausgebildetem Pantheismus, der nicht einen transzendenten Gott meint, sondern den harmonischen, liebenden Zusammenhalt alles Seienden. Die Haltung des Ich zum Göttlichen ist gekennzeichnet durch Einsicht in die irdische Begrenztheit einerseits, Hoffnung auf Gehörtwerden andererseits. Diese Hoffnung geht bis zu Vertrauen, denn mit „doch lächelst / Des frohen Übermüthigen du“ wird dem Göttlichen eine gütige Reaktion auf die leise Selbstkritik des Ich unterstellt. Das Ich kann seinen „stillen Pfad“ mit Gottes Segen fortsetzen.
Die Morgenphantasie des Tübinger Manuskripts endet:
Mit dir, mit dir! doch lächelst des Sängers du

des Übermüth‘gen, daß er dir gleichen möcht‘

Und wandelst schweigend mir, indeß ich

Sinne nach Nahmen für dich, vorüber! 
Gott schweigt, lässt das Ich sinnend, unruhig. Das endgültige Gedicht dagegen bietet eine Lösung. Nach Colombat stellt es die menschliche Sehnsucht als bedingt erfüllbar hin. Es lasse ein Ich auftreten, das Leidenschaft und Selbstbeschränkung zu vereinen wisse und vor den Augen der Gottheit bemüht sei, sich mit dem ihm zugemessenen Anteil am Absoluten zu begnügen. Es „versucht auf philosophisch-vernünftiger Grundlage den modus vivendi zweier ungleicher Parteien herzustellen“.

## Vertonungen
Max Ettinger hat das Gedicht 1915 für Tenor und Orchester, Paul Hindemith 1935 für Gesang und Klavier, Heinrich Lemacher 1942 für Singstimme und Streichquartett, Erich J. Kaufmann 1948 für Männerchor, Walther Dürr 1953 für Singstimme und Klavier und Karl Preis 1956 ebenfalls für Singstimme und Klavier gesetzt.